# Rhodobryum confluens
Rhodobryum confluens är en bladmossart som beskrevs av Jean Édouard Gabriel Narcisse Paris 1898. Rhodobryum confluens ingår i släktet rosmossor, och familjen Bryaceae. Inga underarter finns listade i Catalogue of Life.